# The Myth of the Eastern Front: The Nazi–Soviet War in American Popular Culture
The Myth of the Eastern Front: The Nazi–Soviet War in American Popular Culture (în traducere „Mitul Frontului de Răsărit: Războiul nazisto-sovietic în cultura populară americană”) de Ronald Smelser⁠(d) și Edward J. Davies⁠(d), este o analiză istorică din 2008 a mitului postbelic al „Wehrmachtului curat”, a impactului negativ al mitologiilor Wehrmacht și Waffen-SS în cultura populară și a efectelor negaționismului istoric asupra percepțiilor culturale ale Frontului de Răsărit din Al Doilea Război Mondial. 
Cartea a primit în mare parte recenzii pozitive. A fost lăudată pentru analiza aprofundată a creării mitului de către foștii participanți germani și intrarea acestuia în cultura americană, precum și pentru analiza convingătoare a tendințelor contemporane de romanțare a războiului. Un critic a descris cartea drept un „tur de forță al istoriografiei culturale”, iar altul a observat că „prezintă un portret stânjenitor al viziunilor americane asupra Frontului de Răsărit”.

## Contextul general
În momentul publicării cărții Mitul Frontului de Răsărit, autorii erau colegi în cadrul departamentului de istorie de la Universitatea din Utah. Potrivit unui critic, aceștia erau „bine calificați pentru sarcina” de destructurare a mitului din titlul cărții: „Smelser este un istoric al Germaniei Naziste publicat pe scară largă, în timp ce Davies, un fost adept al mitului Ostfront, este specializat în istoria SUA”. În prefața cărții, Davies a numit scrierea cărții o „călătorie personală” și a descris modul în care interesul său pentru războiul sovieto-german a crescut citind Hitler Drives East de Paul Carell⁠(d). Davies a devenit pasionat de subiect, având sute de cărți despre Frontul de Est în biblioteca sa. Colecția sa privată de jocuri de război a făcut parte din materialul sursă al cărții.

## Structură

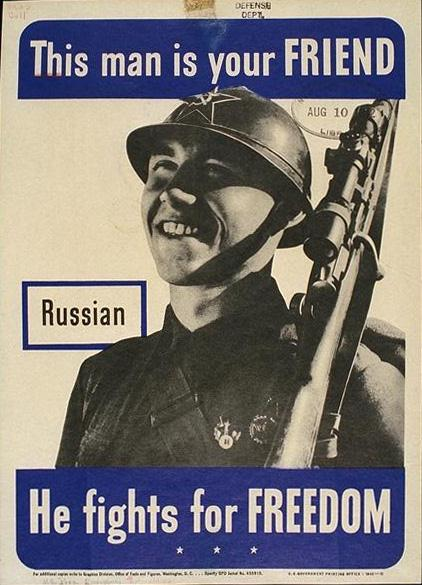
Afiș de propagandă american din 1942. Mass-media americană a jucat, de asemenea, un rol-cheie în conturarea unei imagini pozitive a Uniunii Sovietice în timpul celui de-al Doilea Război Mondial

Prima secțiune a cărții se concentrează pe atitudinile predominante ale americanilor față de Germania Nazistă, Wehrmacht și SS în perioada din timpul celui de-al Doilea Război Mondial și imediat după acesta. Sursele autorilor au fost ziare, reviste și alte mijloace de informare americane din acea perioadă. Cartea discută, de asemenea, rolul propagandei americane din timpul războiului în formarea unei imagini pozitive a Uniunii Sovietice ca aliat al Regatului Unit și al Statelor Unite ale Americii.
Cartea abordează apoi opiniile pozitive despre germani, apărute la începutul epocii Războiului Rece. Acestea au apărut ca urmare a schimbării climatului geopolitic, a apariției unor surse militare germane care susțineau partea lor de conflict și a susținerii acestui efort de către armata americană. Astfel de lucrări „puneau accentul pe dragostea de familie, profesiunile de creștinism, caritatea față de inamic și sacrificiul eroic de sine, [ignorând] în același timp crimele în masă, războiul antipartizan (denumit în mod deliberat greșit de regimul nazist în 1942 drept «combaterea bandiților» sau «Bandenbekämpfung⁠(d)»), confiscarea proprietăților, complicitatea la recrutările pentru muncă forțată și distrugerile abuzive”. O recenzie pentru Humanities & Social Sciences Online⁠(d) a constatat că „autorii fac o muncă temeinică de discreditare a afirmațiilor făcute de ofițerii germani în memoriile lor, care nu mai pot fi considerate nici măcar minim respectabile”.
A treia secțiune a cărții discută despre apariția unei noi generații de „devotați ai armatei germane și ai campaniilor sale din est”. Printre aceștia s-au numărat autori noi, pasionați de jocuri de război și participanți la reconstituirile istorice ale lupelor celui de-al doilea conflict mondial. Recenzia din Humanities & Social Sciences Online⁠(d) a constatat că această secțiune a furnizat „cercetări pătrunzătoare și interesante” și că „Smelser și Davies identifică cu perspicacitate un set de surse pe care istoricii le-au exploatat rareori și îl cercetează în detaliu”. Ei au identificat așa-numiții „guru” ai acestei generații, autori și vorbitori influenți care au prezentat „o imagine eroică, igienizată a armatei germane din est”.

## Teme

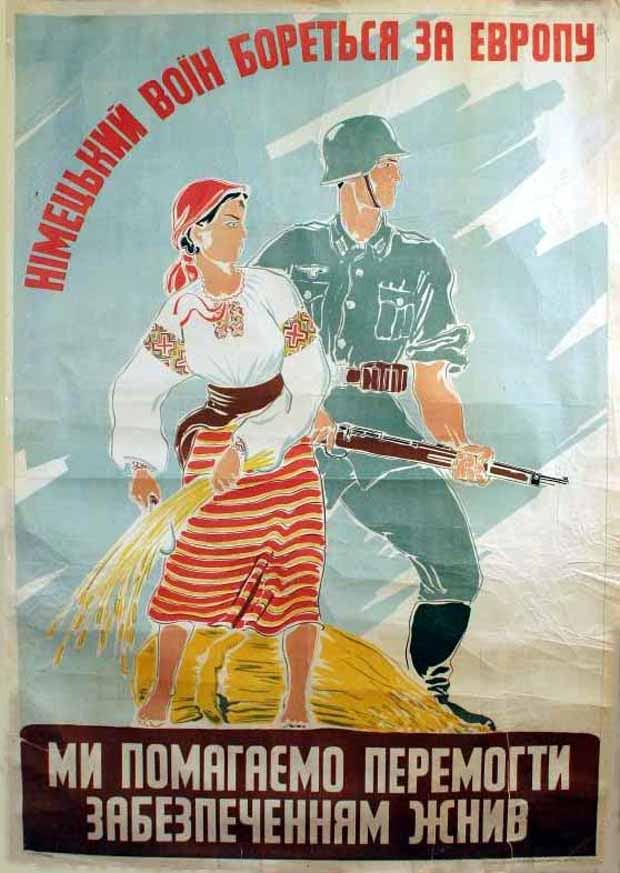
Afiș de propagandă nazistă în ucraineană. Titlul spune: „Soldatul german luptă pentru Europa”. Conform introducerii, cartea examinează, în parte, „eroizarea romantică a armatei germane care lupta pentru ca să salveze Europa de un comunism rapace”

În cuvintele unui comentator, mitul central descris în carte se rezumă la următoarele:
Armata germană, sau Wehrmacht, a dus un război „curat” și curajos împotriva Uniunii Sovietice, lipsit de ideologie și atrocități. Casta ofițerilor germani nu împărtășea preceptele ideologice ale lui Hitler și dădea vina pe SS și alte organizații paramilitare naziste pentru crearea războiului de înrobire și exterminare rasială în care s-a transformat conflictul.Landser, sau soldatul german, în măsura în care condițiile permiteau, era în general paternal și amabil cu cetățenii sovietici și neinteresat de evreimea sovietică. Faptul că armata germană a pierdut acest război nu s-a datorat în niciun fel perspicacității sale pe câmpul de luptă, ci unei combinații de factori externi, în primul rând deciziilor lui Hitler. Conform acestui mit, înfrângerea Germaniei pe Frontul de Răsărit a constituit o tragedie, nu doar pentru germani, ci și pentru civilizația occidentală.
Mitul Frontului de Răsărit destructurează acest mit și introduce mai multe teme, care, în opinia autorilor, sunt importante pentru înțelegerea originilor, longevității și impactului mitologiei Frontului de Răsărit. Lucrarea discută modul în care propaganda de stat a modelat percepțiile populare în timpul celui de-al Doilea Război Mondial , apoi trece la rolul involuntar pe care Divizia istorică a armatei americane l-a jucat în oferirea comandanților militari germani a unei șanse să-și pună pe hârtie amintirile despre conflictul sovieto-german. Autorii abordează, de asemenea, paralelele dintre Cauza Pierdută a Confederației în epoca de după Războiul Civil American și mitul Wehrmachtului curat. În ultimele sale capitole, cartea se concentrează pe romanțarea efortului de război german în cultura populară contemporană, în special în ceea ce privește unitățile „de elită”, cum ar fi Waffen-SS.

## Primirea din partea criticilor
Lawrence Freedman⁠(d), într-un articol din revista Foreign Affairs⁠(d), a numit cartea un „exercițiu fascinant de istoriografie”, subliniind analiza asupra modului în care „un număr de generali de frunte ai lui Hitler au avut ocazia să scrie istoria Frontului de Răsărit ca să ajute la dezvoltarea lecțiilor pentru americani privind lupta împotriva rușilor și, în acest fel, au furnizat o versiune purificată a evenimentelor”. Cu toate acestea, Freedman a remarcat, de asemenea, că impactul acestei implicări asupra percepției SUA asupra Frontului de Răsărit a fost mai puțin clar. Recenzia lui Joseph Robert White, intitulată „A Noble But Sisyphean Effort” (Un efort nobil, dar sisific), se încheia prin citarea frazei de încheiere a cărții: „Germanul «bun» pare destinat unei vieți veșnice”. White a observat că această carte „ar trebui totuși să dea de gândit în discuțiile din sala de clasă despre armata germană”, dar a remarcat că presupunerea unor cunoștințe de specialitate și lipsa concomitentă a unui capitol despre crimele de război comise de Wehrmacht au subminat eforturile autorilor de a contesta mitul.
Istoricul Lawrence N. Powell a deplâns în recenzia sa faptul că „rapiditatea cu care America Războiului Rece a îmbrățișat ofițerii naziști învinși, împreună cu purificarea criminalității Wehrmachtului pe Frontul de Est, este o amintire înfricoșătoare a modului în care memoria istorică merge adesea în urma drapelul”. El i-a lăudat pe cei doi autori, afirmând că au „realizat un serviciu de semnalizare” prin aducerea la lumină a acestor mituri despre cel de-al Doilea Război Mondial
Istoricul militar Jonathan House⁠(d), care a scris în 1995 împreună cu David Glantz⁠(d) cartea When Titans Clashed despre Războiul Germano-Sovietic, a recenzat cartea pentru The Journal of Military History⁠(d), descriind-o drept un „tur de forță al istoriografiei culturale”. El a remarcat analiza lui Smelser și Davies făcută mitologiei postbelice care prezenta Wehrmacht și chiar Waffen-SS ca fiind „ireproșabile, cavaleri angajați într-o cruciadă pentru apărarea civilizației occidentale împotriva hoardelor barbare ale bolșevismului. ... Ronald Smelser și Edward Davies au realizat un serviciu de semnalizare prin urmărirea originii și răspândirii acestei mitologii”. House a recomandat istoricilor militari nu numai să studieze cartea, ci și „să o folosească pentru a-i învăța pe studenți pericolele prejudecăților și propagandei în istorie”. De asemenea, el a remarcat că, în explorarea subiectului său, cartea oferă o „viziune unilaterală a istoriografiei” prin faptul că nu ia în considerare lucrările contemporane, echilibrate, privind războiul sovieto-german, cum ar fi cele ale lui Glantz și ale altora.
Edward B. Westermann⁠(d), istoric și autor al Hitler's Police Battalions: Enforcing Racial War in the East, l-a numit „Un studiu superb și pătrunzător al manipulării premeditate a istoriei și memoriei în fabricarea mitului unui «Wehrmacht curat»”. El a mai afirmat că „expune cu competență intersecția și influența imaginației populare, a politicii și a culturii populare în rescrierea experienței armatei germane în cel de-al Doilea Război Mondial”.
Benjamin Alpers, în The American Historical Review⁠(d)', publicația oficială a American Historical Association⁠(d), a remarcat că această carte „prezintă un portret stânjenitor al viziunilor americane asupra Frontului de Est”. El a lăudat autorii „pentru explorarea unor surse precum site-urile web și jocurile de război, care, deși de obicei nu sunt studiate de istorici, sunt locuri în care americanii întâlnesc și pun în practică memoria celui de-al Doilea Război Mondial”. Cu toate acestea, recenzia a concluzionat, de asemenea, că analiza de către autori a materialului lor „nu este pe deplin convingătoare” și, de asemenea, a observat că au subestimat divergențele cheie în analogia lor între ideile neoconfederate despre Războiului Civil American și opiniile mitice ale Frontului de Est.
Istoricul Norman J. W. Goda⁠(d), care s-a specializat în istoria Germaniei naziste și a Holocaustului, a numit cartea „o combinație magistrală și incisivă de istorie militară și culturală”. El a adăugat că cei doi autori „arată în mod viu modul în care ideea nocivă a unui război german onorabil pe Frontul de Est a pătruns în conștiința americană, cu consecințe devastatoare nu numai pentru înțelegerea largă a atrocităților germane din Est, ci în cele din urmă pentru Războiul Rece însuși”.
Profesorul Christopher A. Hartwell a oferit o evaluare critică a cărții într-o recenzie publicată în German Studies Review. El a descris cartea ca fiind „interesantă, dar în cele din urmă dezamăgitoare” și a susținut că autorii au comis mai multe erori flagrante, cea mai proeminentă fiind acoperirea crimelor Armatei Roșii de pe Frontul de Est, denigrându-i în același timp pe acei [autori] care le menționează „ca o contribuție la exonerarea Wehrmachtului”. El a remarcat că această carte tinde să sufere de o lipsă de perspectivă „asupra efectului pe care generalii germani l-au avut asupra percepției americane mai largi a războiului [de pe Frontul de Est]”. În plus, Hartwell a afirmat că efectul și influența acelor „romantici” asupra culturii americane nu au fost „susținute în mod impresionant” în teză, iar cazul în care „romanticii” au fost capabili să „răspândească în mod eficient mitul Wehrmachtului inocent” nu a fost prezentat. Din cauza lipsei de perspectivă, cartea a avut tendința de a-i pune laolaltă „pe cei interesați de istoria militară și pe cei care aderă efectiv la convingerile neonaziste”, iar Hartwell a concluzionat: „Așa cum se prezintă acum, totuși, acest volum are aerul unei disertații care încearcă prea mult să găsească o nișă care nu a văzut lumina zilei”.
Kelly McFall de la Universitatea Newman a descris cartea ca fiind „o fascinantă imersiune într-o întrebare simplă, dar importantă: Cum au devenit soldații germani care au luptat pe frontul de est în timpul celui de-al Doilea Război Mondial figuri eroice pentru atât de mulți americani?” McFall a considerat că discuția despre iconografia jocurilor de război din anii 1970 și 1980 este „deschizătoare de drumuri” și a menționat că autorii au convins-o de „existența unei comunități de «pasionați» care au făcut un fetiș din armata germană ca fiind super-eficientă și super-eroică”. Cu toate acestea, ea a adăugat că nu era clar cât de influentă este această comunitate în afara nișei sale și ce impact ar fi putut avea apariția jocurilor pe calculator asupra acestui grup
David Wildermuth de la Universitatea din Shippensburg (Pennsylvania) a fost de acord cu argumentul autorului cu privire la pericolul potențial de „depolitizare a unui conflict care în esența sa a fost un război de subjugare și cucerire rasială”. El a considerat că analiza autorilor privind tendințele de promovare a războiului este „profundă și convingătoare”, dar a remarcat limitele cărții în ceea ce privește presupunerea unor cunoștințe de specialitate, ceea ce a făcut-o mai puțin accesibilă publicului. De exemplu, cititorii profani ar fi beneficiat de contextul diferențelor dintre Waffen-SS și Wehrmacht, împreună cu o prezentare generală a crimelor de război comise de Waffen-SS, „în special în lumina falsurilor care apar zilnic în chat-urile de pe site-urile de internet”. Criticul a remarcat, de asemenea, cenzura ocazională care a făcut palpabile frustrările autorilor față de „noțiunile romantice ale unei armate germane curajoase”. În ciuda acestei critici minore, Wildermuth a lăudat cartea pentru „analiza sa fascinantă asupra modului în care, departe de timpul și locul său, ecourile acestui război încă reverberează”
Martin H. Folly a oferit o evaluare critică a cărții într-o recenzie publicată în revista History. Deși a felicitat autorii pentru expunerea principalelor mituri referitoare la Frontul de Est, el a susținut că aceștia nu au furnizat dovezi convingătoare pentru a-și susține argumentul că majoritatea americanilor acceptă o astfel de relatare a războiului sovieto-german. În plus, Folly a afirmat că această carte a trecut cu vederea influența unor relatări importante și mai exacte ale războiului de pe Frontul de Est. Rezumatul a fost că „prin urmare, cartea oferă o concluzie destul de slabă, care diluează impactul analizei utile de la începutul cărții privind crearea mitului de către foștii participanți germani și intrarea acestuia în cultura americană cu ajutorul armatei SUA”.
Istoricul american Dennis Showalter⁠(d), în recenzia sa pentru revista Central European History⁠(d), a descris cartea ca fiind „incompletă”, observând că „romantismul Frontului de Est are matrice culturale, precum și intelectuale mult mai complexe decât recunosc Smelser și Davis”, cum ar fi atracția „luptei individuale împotriva șanselor copleșitoare” în narațiunile germane ale războiului, față de accentul sovietic pe colectiv. El a descris, de asemenea, modul în care istoriografia sovietică a celui de-al Doilea Război Mondial, excesiv de dogmatică și orientată spre propagandă, a rămas netradusă în Occident, permițând viziunii germane asupra conflictului să domine percepțiile academice și populare. El a recunoscut că viziunile romanțate descrise în carte au existat, dar a susținut că acestea rămân limitate în ceea ce privește impactul lor asupra culturii populare mai largi: „Setul de amintiri militare ale celui de-al Treilea Reich prosperă - dar pe o piață de nișă. (...) entuziaștii Frontului de Est - care cumpără un număr disproporționat de cărți care romanțează Frontul de Est - sunt o minoritate în cadrul unei minorități și, de regulă, se străduiesc să nege simpatia pentru cel de-al Treilea Reich”. Criticul trage concluzia că deschiderea arhivelor de la destrămarea Uniunii Sovietice a permis „o analiză echilibrată la nivel academic”, ceea ce a condus la un nou interes pentru operațiunile Armatei Roșii din partea scriitorilor de istorie populară și a entuziaștilor celui de-al Doilea Război Mondial.

## Ilustrația copertei
Coperta cărții prezintă o imagine preluată din jocului de război din 1987 The Last Victory: Von Manstein's Backhand Blow, February-March 1943 de la Clash of Arms Games⁠(d). Jocul este dedicat celei de-a treia bătălie de la Harkov, care, sub comanda mareșalului Erich von Manstein, a dus la recucerirea orașului și stabilizarea frontului după înfrângerea Wehrmachtului în Bătălia de la Stalingrad.
Coperta înfățișează un comandant german de panzer cu o „față severă”. Autorii descriu imaginea: „El stă în picioare, într-o trapă deschisă. În spatele său se află o linie de tancuri Tiger care se întinde de-a lungul unei străzi din oraș. În fundal, în albastru, cu ceață și fum ridicându-se, se află Harkov. Svastica nazistă se află într-un cerc aprins în stânga sus a copertei”. Cartea mai notează că materialele însoțitoare „îl laudă pe Manstein pentru strălucirea sa și capacitatea sa de a recunoaște atuurile comandanților extrem de capabili din subordinea sa”, cum au fost Paul Hausser, care a condus un corp panzer Waffen-SS în timpul bătăliei